# Nenad Vučković (handball)
Nenad Vučković, né le 23 août 1980 à Pula, est un handballeur serbe, évoluant au poste d'arrière gauche.

## Biographie
Après des débuts à l'Étoile rouge de Belgrade, il rejoint en 2004 le championnat de France et le club de Chambéry, avec lequel il est vice-champion en 2006.
En novembre 2007, il annonce sa signature avec le club allemand de MT Melsungen pour la saison suivante. Finalement, il arrive à se mettre d'accord avec son club de Chambéry et rejoint la Bundesliga dès janvier 2008.
Bien que né à Pula, en Croatie, il a opté pour la nationalité serbe pour jouer dans l'équipe de Serbie avec laquelle il remporte une médaille d’argent à l'Euro 2012 disputé en Serbie. Il a également participé aux Jeux Olympiques 2012 de Londres et au championnat du monde 2013 en Espagne.
Au lendemain de l’élimination de la Serbie en huitième de finale du mondial 2013, il met un terme à sa carrière internationale après 107 sélections en équipe nationale. Il affirme alors préférer se concentrer sur son club de MT Melsungen, avec lequel il vient de prolonger son contrat.

## Palmarès

### Club
compétitions nationales 
- Vainqueur du Championnat de RF Yougoslavie (1) : 2004
- Vainqueur de la Coupe de RF Yougoslavie (1) : 2004
- Deuxième du Championnat de France en 2006
- Finaliste de la Coupe de France en 2005

### Sélection nationale
- 107 sélections et 195 buts marqués en équipe nationale de Serbie
- Médaille d'argent au championnat d'Europe 2012 en  Serbie